# Marcel Artiaga i Valls
Marcel Artiaga Valls (Canovelles, Vallès Oriental, 7 de maig de 1965) és intèrpret de tible i compositor de sardanes.
Estudià música amb el compositor granollerí Josep Maria Ruera a l'Escola de Música de Granollers, harmonia i formes musicals amb Josep Guallart, tible amb Ramon Roigé, Àngel Pont i Francesc Elias, i flauta travessera amb Claudi Arimany. L'any 1999 obtingué el títol de professor superior de tible pel Conservatori Superior de Música del Liceu.
L'any 1978 debutà amb la cobla Jovenívola de Sabadell i des de 1992 és el tible solista de la Cobla-Orquestra Els Montgrins. Com a compositor, ha escrit una quarantena de sardanes, la majoria enregistrades, amb unes quantes sardanes de lluïment d'instrumentista. En moltes de les seves obres, el tible hi té una paper destacat. Ha compost, també, un poema simfònic per a tres cobles i percussió titulat Granollers al Mestre Ruera (2000), estrenat a finals de l'any 2000 dins del Festival Homenatge a Josep Maria Ruera, celebrat a Granollers amb motiu del centenari del seu naixement, i Visca la serenata! (2003), vals-jota per a cobla amb acompanyament de triangle.
Pel que fa a la pràctica pedagògica, ha fet classes de tenora i tible a Premià de Mar, Calella, Granollers, Cardedeu, Vic. Tingué de deixeble de composició i assessorà a partir del 2000 la compositora Dolors Viladrich. Ha estat el director musical de les cobles Premianenca, Ciutat de Calella i Ciutat de Granollers, i actualment encara ho és de la cobla Premià.
L'any 1993 va obtenir el primer premi en el concurs per a joves compositors celebrat a Mollet del Vallès per la sardana Pares, i el 2010 obtingué l'accèssit al premi de la crítica de la Sardana de l'Any amb Aniversari daurat.